# Atwood (Illinois)
Atwood es una villa en el condado de Douglas y en el condado de Piatt, en el estado estadounidense de Illinois. Main Street separa a Piatt y el Condado de Douglas, al este de Main Street es el condado de Douglas, al oeste es el condado de Piatt. La población era 1.290 en el censo de 2000.

## Geografía
Atwood se localiza a 39°48′1″N 88°27′46″O / 39.80028, -88.46278 (39.800396, −88.462862).
De acuerdo a la Oficina del Censo de los Estados Unidos, la villa tiene un área total de 0.6 millas cuadradas (1.5 km²), toda de tierra.

## Demografía
Según el censo de 2000, había 1.290 personas, 534 hogares y 371 familias residían en la villa. La densidad de población era de 2,265.8 personas por milla cuadrada (873.8/km ²). Había 566 viviendas cubiertas en una densidad media de 994.1/millas cuadradas (383.4/km ²). La distribución por razas de la aldea era 99.07% blancos, 0.23% afroamericanos, 0.23% nativos americanos, 0,08% asiáticos, 0.31% de otras razas, y 0.08% de dos o más razas. Hispanos o latinos de cualquier raza eran el 0,70% de la población.
Había 534 casas de las cuales 30.5% tenían niños menores de 18 años que vivían con ellos, el 57,1% son parejas casadas que viven juntas, 8.4% tenían una mujer como cabeza de familia sin presencia del marido y 30.5% eran no-familias. 27,7% de todas las casas fueron compuestos de individuos y 14.4% tienen a alguna persona anciana de 65 años de edad o más. El tamaño medio de la casa era 2.42 y el tamaño de la familia era 2.92.
En la villa separando la población, 25.5% bajo edad de 18 años, el 6,1% de 18 a 24, 26.4% a partir 25 a 44, 24.2% a partir 45 a 64, y el 17,8% tiene más de 65 años de edad o más. La edad media fue de 39 años. Para cada 100 mujeres había 89.4 varones. Por cada 100 mujeres mayores de 18 años, había 90,7 hombres.
La renta mediana para una casa en la villa era $ 36.806, y la renta mediana para una familia era $ 45.625. Los varones tenían una renta mediana de 35.573 dólares frente a $ 21.595 para las mujeres. El ingreso per cápita de la villa era $ 18.028. Cerca de 7.7% de familias y 12.0% de la población estaban por debajo de la línea de pobreza, incluyendo 18.7% de los menores de 18 años y 9.0% de esos son mayores de 65 años.
Presidente de la villa: Wallace Ronnie
Síndicos de la Villa: Griego Gene, Litwiller Gloria, Jeremías Streit Osborne, Joe, Tholen Jim, y Wingler Tyson
Secretario de la Villa: Ard Cindy